# 흑수리 훈장

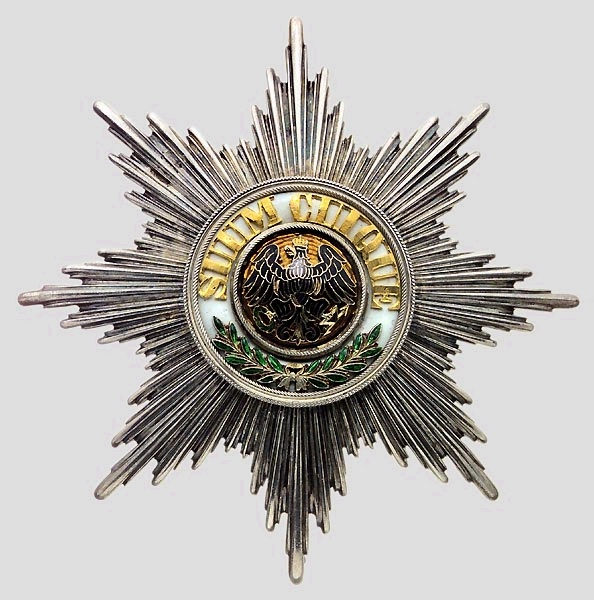

흑수리 훈장(독일어: Hoher Orden vom Schwarzen Adler)은 프로이센 왕국의 기사단 훈장 중 하나이다. 프로이센의 최고 등급 훈장으로, 브란덴부르크 선제후 프리드리히 3세가 1701년 1월 17일 제정하였고, 그 다음날인 1월 18일 프로이센 왕국을 선포하고 프리드리히 1세로 즉위했다.
제1차 세계 대전 이후 제정이 폐지되며 네덜란드로 망명간 뒤로도 빌헬름 2세가 자기 가족들에게 흑수리 훈장의 수여를 계속했다.
현대 독일 연방군의 헌병 병과에서 이 훈장을 상징으로 사용한다.